# Reig de fageda
El reig de fageda, reig bord, cogomella mosquera, mosquerola,reig fals, reig foll, reig tinyós o reig vermell (Amanita muscaria, del llatí muscarius -relatiu a les mosques-, per la seua propietat de paralitzar mosques) és una espècie bolet agarical psicoactiu de la família de les amanitàcies (Amanitaceae).
És una cogomella pigada que creix en boscos de coníferes i de caducifolis, on neix cap a final d'estiu o a l'entrant de la tardor. Nadiu de les regions temperades i boreals de l'hemisferi nord, el reig bord s'ha introduït accidentalment en molts països de l'hemisferi sud, generalment com a simbiont amb plantacions de pins, i actualment és una espècie cosmopolita vertadera. S'associa amb diversos arbres caducs i coníferes. Antigament, es barrejava amb llet i sucre per elaborar un producte que s'emprava per matar mosques.

## Morfologia

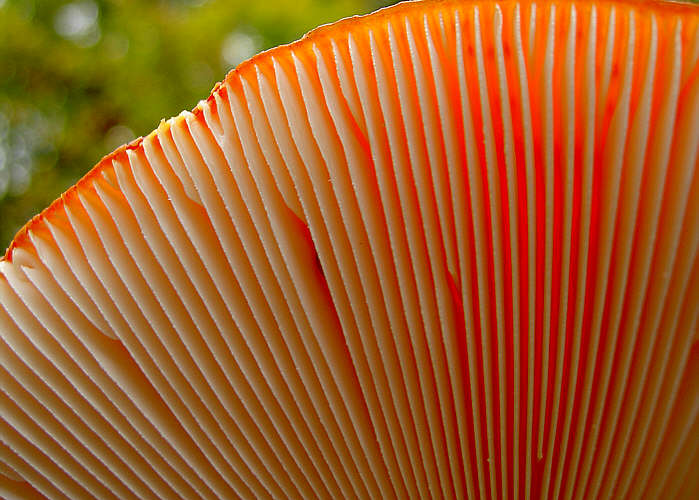
Lamel·les.

El barret, de color vermell coral·lí o ataronjat cobert d'escates blanquinoses pot arribar a 18 cm. Té les làmines molt juntes, que són amples i de color blanc. L'esporada és blanca. El peu és de color blanc bru, bulbós a la base. Té un anell ample, sense estries, fràgil i membranós, de color blanc. No posseeix volva membranosa en forma de sac, sinó granulacions molt barroeres en forma de quadrets.

## Hàbitat
Es troba a l'estiu en boscs de coníferes, de la plana a l'alta muntanya.

## Comestibilitat
Contràriament a la creença popular, no es tracta d'una espècie metzinosa, però sí que és indigesta -a causa del contingut en micoatropina, que causa vòmits- i psicotròpica, a causa del contingut en muscimol i àcid ibotènic. La ingestió no produeix gairebé mai intoxicacions mortals, però sí que fa passar una mala estona als que l'hagin confós amb l'ou de reig, puix que en les primeres fases s'assemblen força.

## Imatges

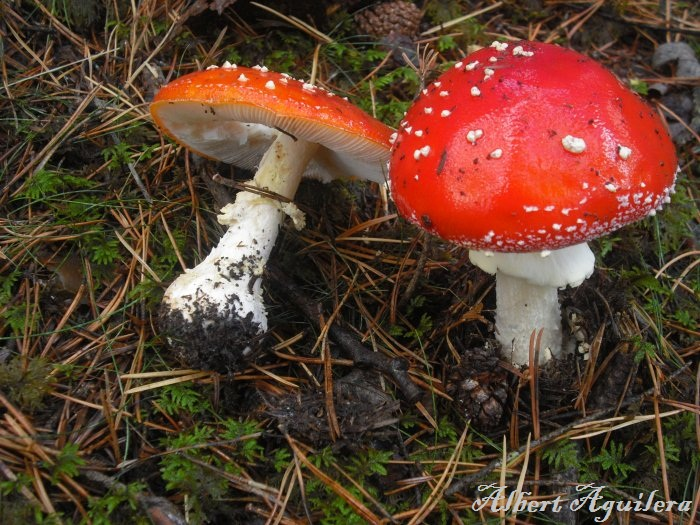
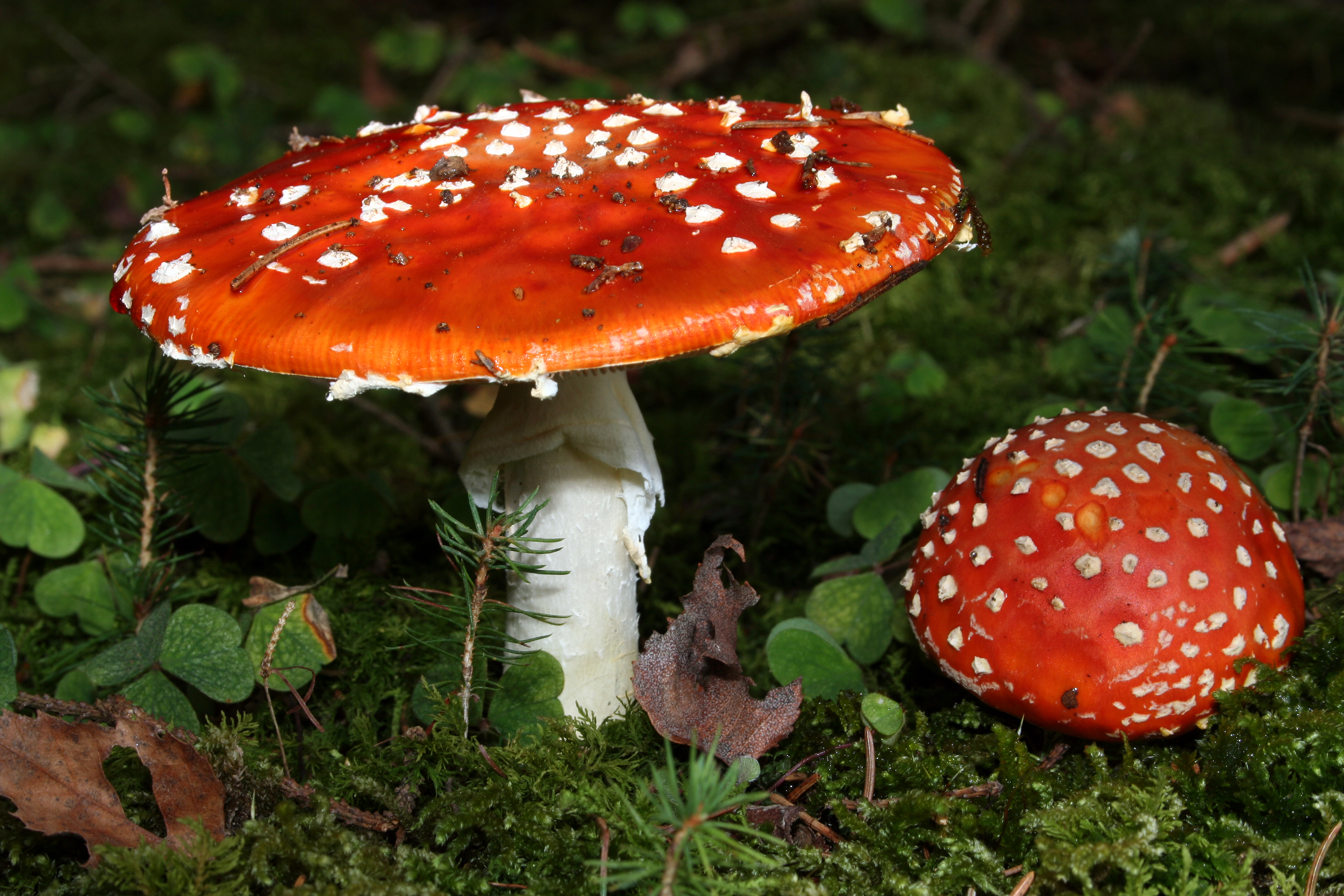
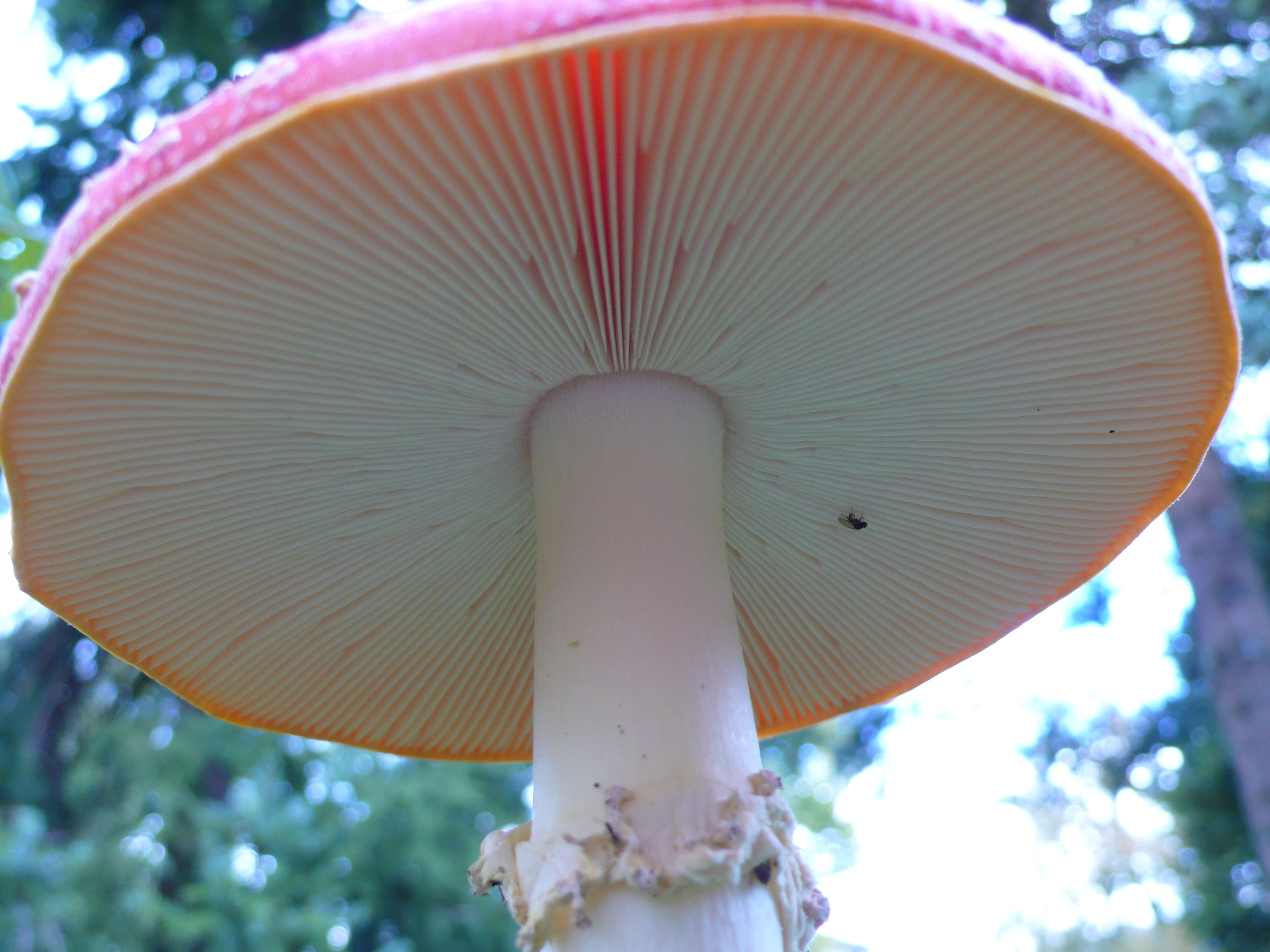
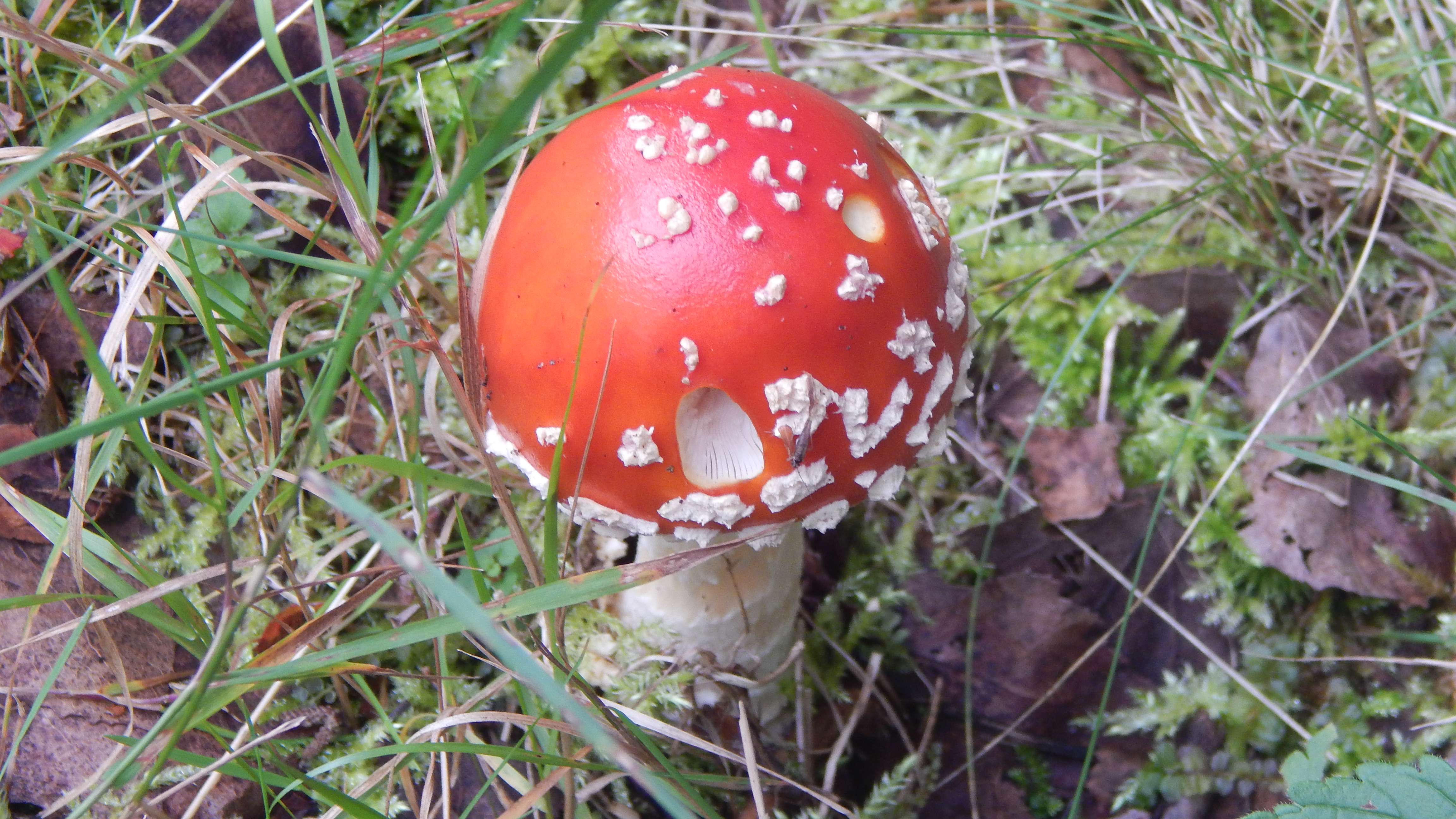
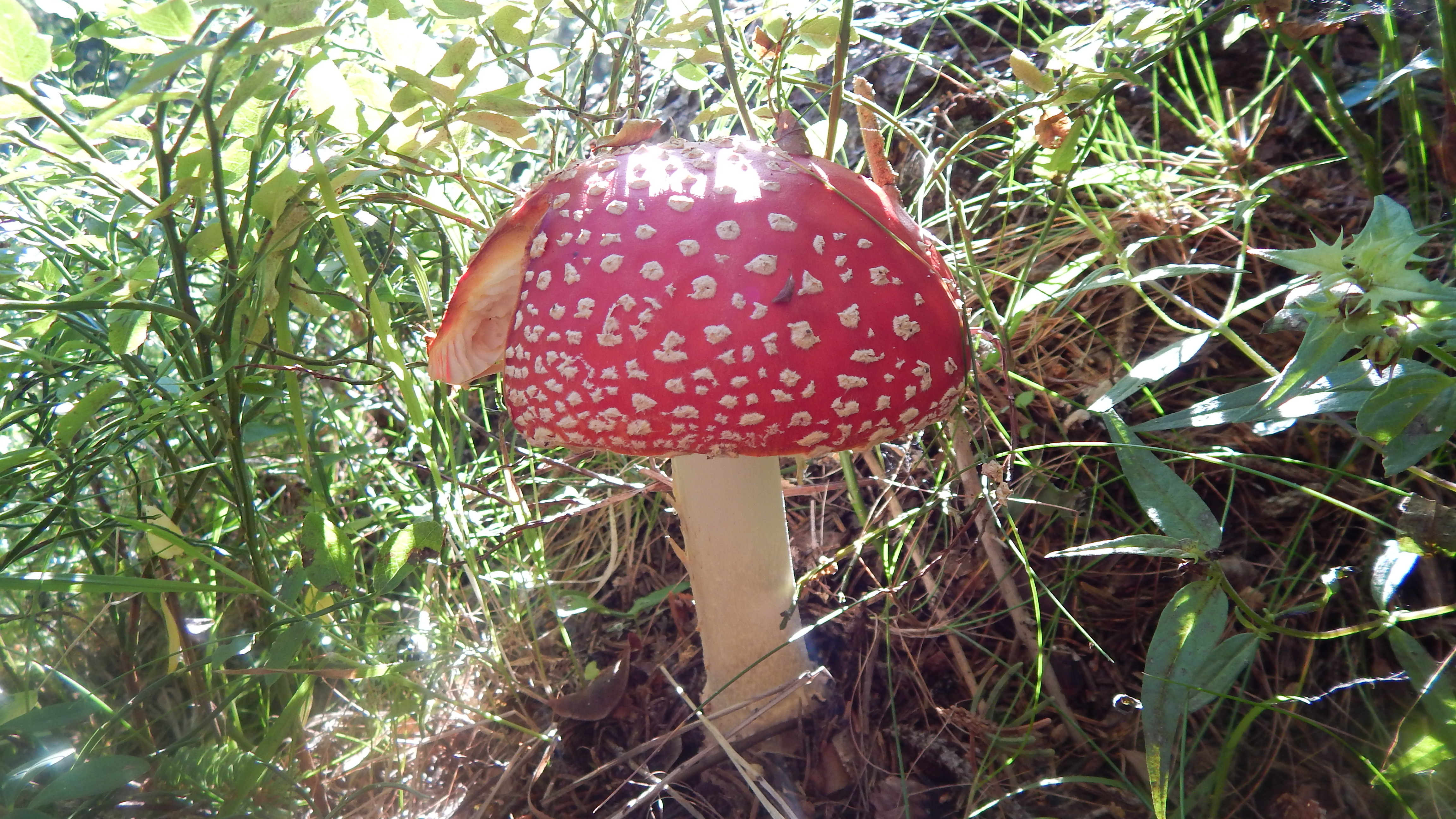
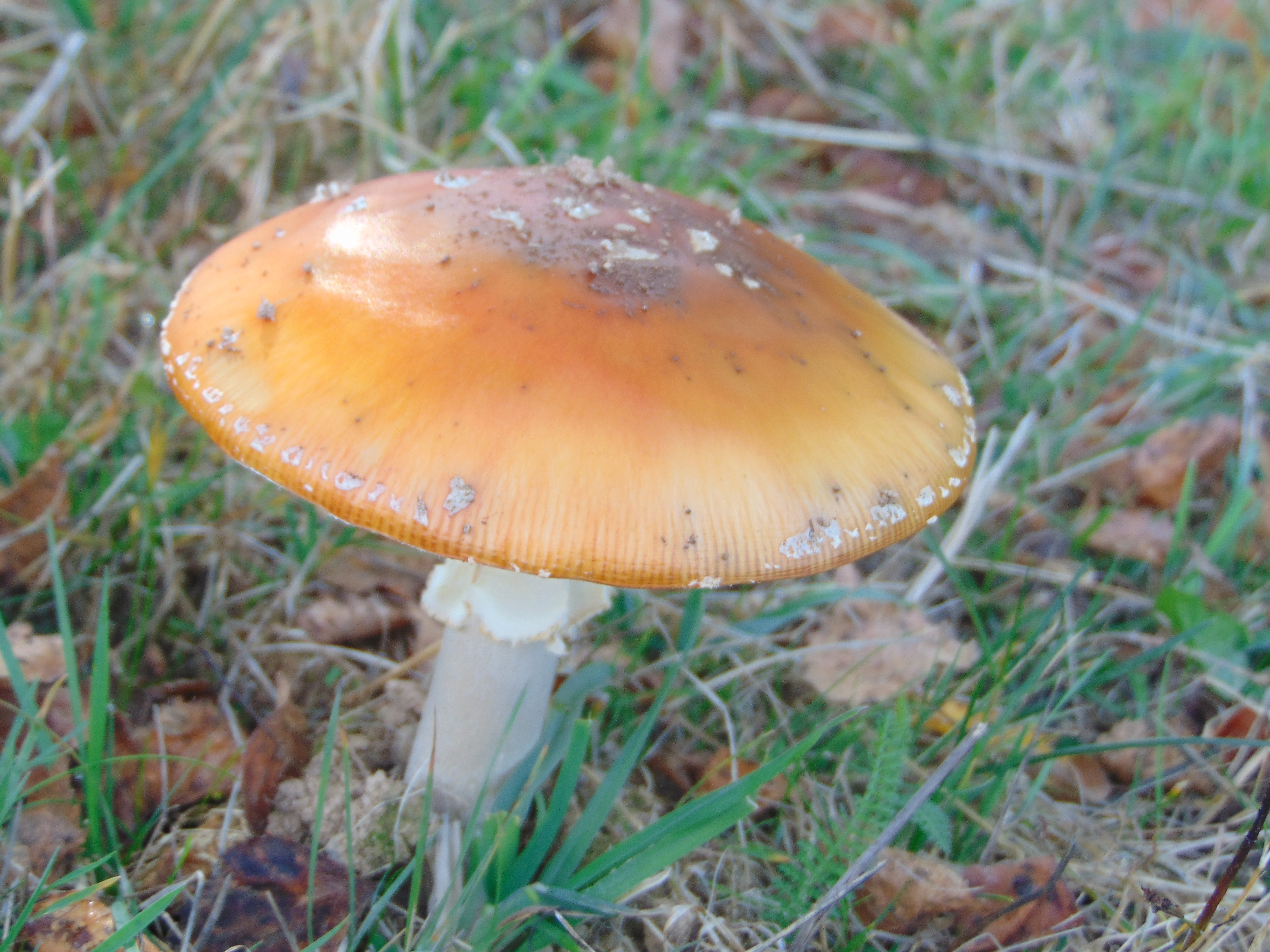
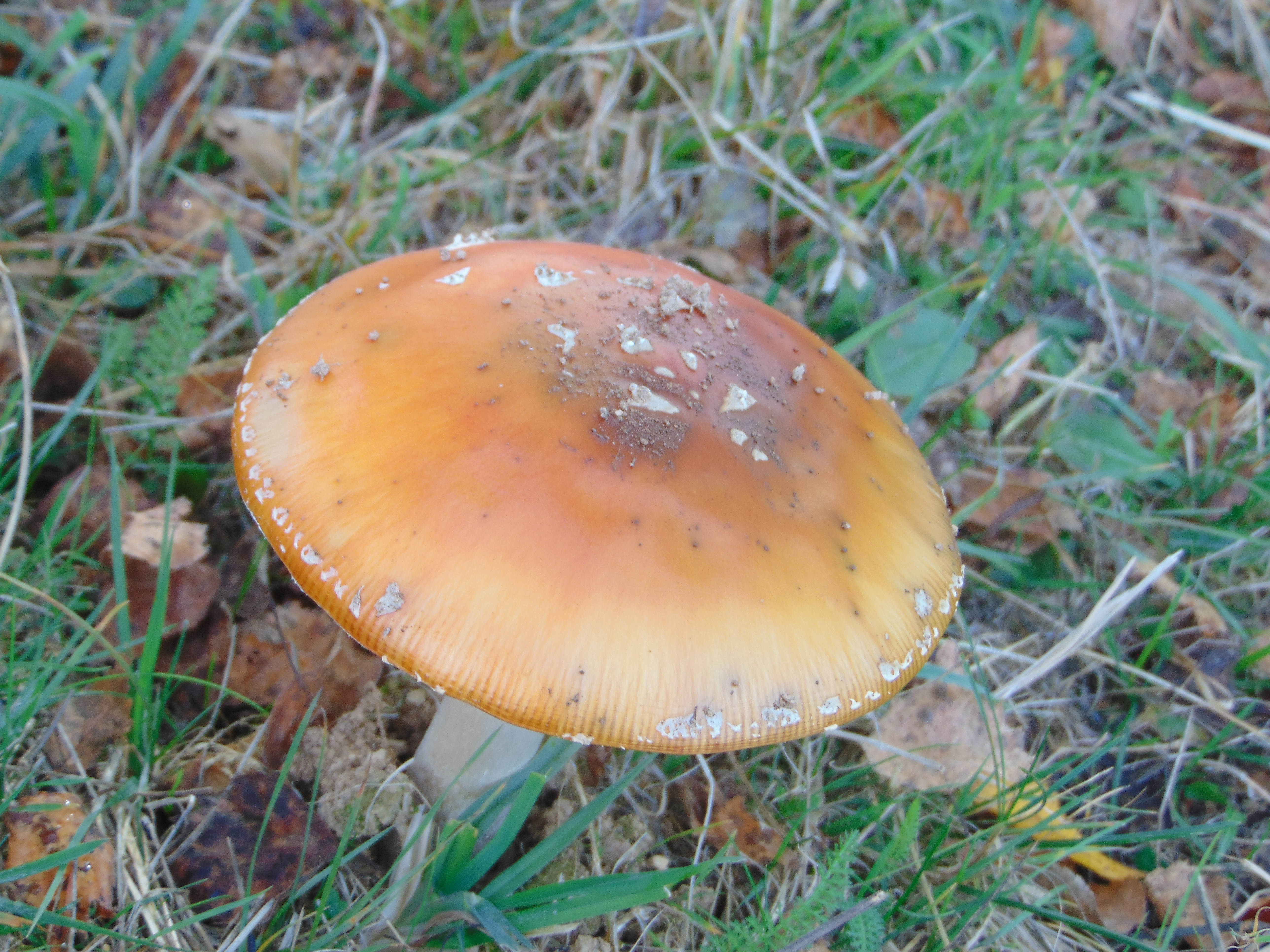